# 애덤 퍼거슨

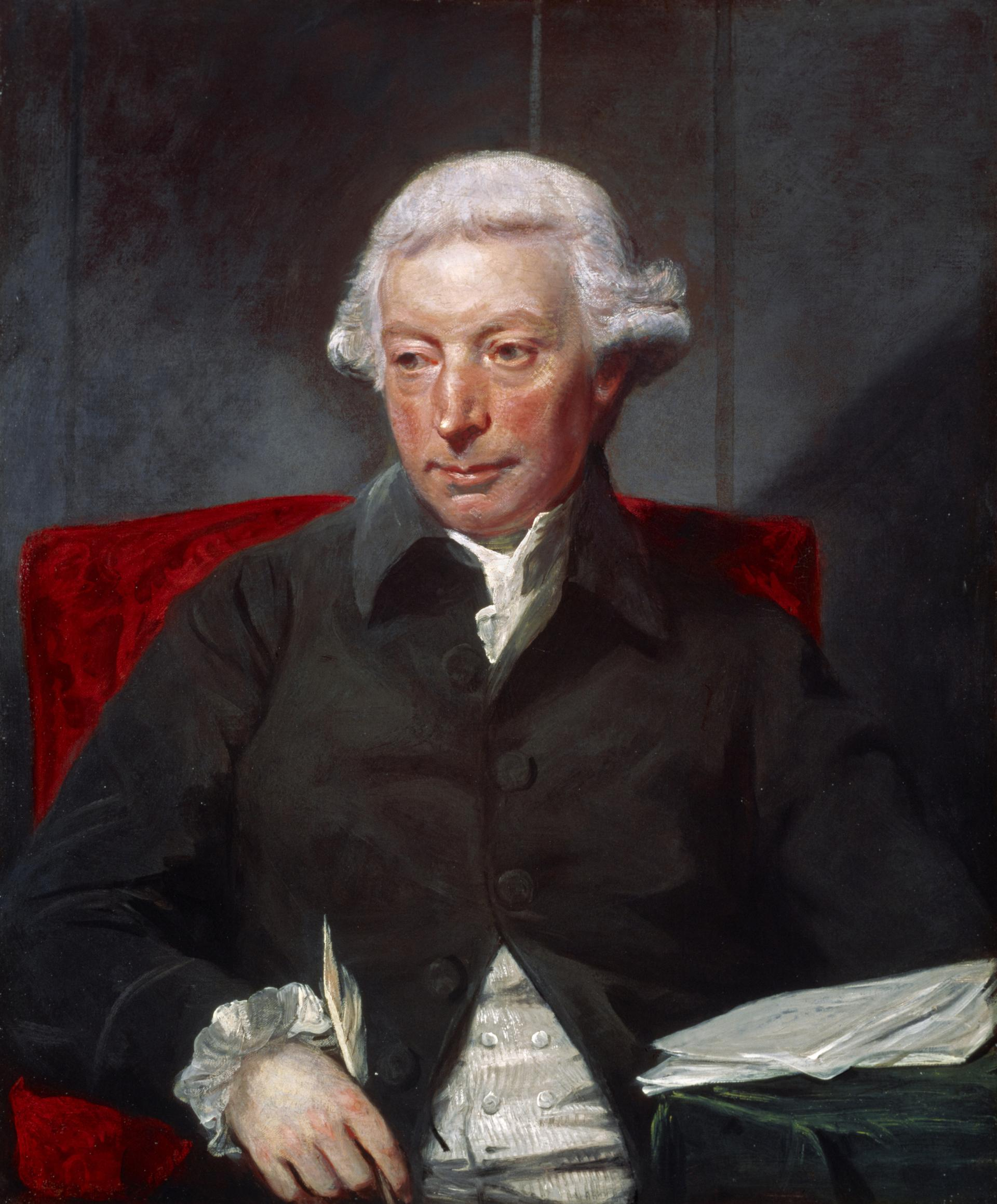
애덤 퍼거슨

애덤 퍼거슨(Adam Ferguson, 1723년 7월 1일 ~ 1816년 2월 22일)은 스코틀랜드의 철학자, 역사학자이다. 스코틀랜드 계몽주의의 대표적인 인물로, 애덤 스미스의 상업정신을 문명, 문화로 확대하는 데에 결정적인 기여를 하였다. 그는 포커 클럽을 조직하여 에든버러를 중심으로 민병대를 조직하는 데 기여하였다. 그는 자기 방어의 개념을 도입하여 지역 사회가 스스로 전투력을 가지는 것이 필요함을 역설하였다.
에든버러 대학교 교수를 지냈으며, 《시민사회사》, 《인간사회의 자연사》 등을 저술하여 '사회적 자연론'의 창시자로 꼽힌다.

## 소책자
- '연극의 도덕성을 심각하게 고려함' - 이 소책자에서 퍼거슨은 그 당시 유명한 '더글라스 (연극)' 이 성경과 교회법에 어긋난다는지 여부에 전혀 근거가 없다도 주장하였다. 내용 중에는 성경의 요셉처럼, 미덕을 존중하고, 상처받는 자들을 위로하고, 악한자에 대한 분노를 주는 등의 공통점이 많다고 주장하였다.[2]